# Fissidens circinalis
Fissidens circinalis là một loài Rêu trong họ Fissidentaceae. Loài này được Mitt. mô tả khoa học đầu tiên năm 1859.